# Públio Varínio
Públio Varínio (em latim: Publius Varinius), pretor romano em 73 a.C.

## Biografia
Em 73 a.C. Varínio é mandado pelo senado romano, à frente de duas legiões, para combater os escravos que haviam fugido da escola de gladiadores de Cápua. Com a aproximação dos romanos, o lider dos escravos, Espártaco, prefere recuar, dirigindo-se para o sul da Itália.
Varínio persegue os fugitivos e liquida um grupo de gauleses que havia se separado do exército servil. Mas, ao entrarem na Lucânia (atual região italiana da Basilicata), ocorre o inesperado: Espártaco interrompe a fuga e volta-se contra seus perseguidores. Os romanos são derrotados, e Cossino, legado de Varínio, morre em combate. O pretor consegue escapar com vida.
1. ↑  Mark, Joshua J. «A Revolta de Espártaco». Enciclopédia da História Mundial. Consultado em 22 de maio de 2024